# تي-54
تي-54 دبابة قتال رئيسية سوفيتية الصنع، بُدئ بهندسة تصميمها عقب الحرب العالمية الثانية. وأنتج نموذجها الأولي، عام 1946؛ واكتمل في عام 1947. وعُدّ ذلك تطوراً طبيعياً للدبابة T-44، التي استخدمت في الحرب العالمية الثانية؛ وكانت، في رأي معظم الخبراء العسكريين، أفضل دبابة قتال متوسطة، في تلك الحرب، دخلت الخدمة في الجيش السوفيتي عام 1950.

## المواصفات العامة والفنية

### المواصفات العامة
- الطاقم:4 أفراد
- وزن الدبابة مع تجهيزات القتال «الوزن بالشدة الكاملة»: 36 طناً
- وزن الدبابة من دون تجهيز: 34 طناً
- القدرة النوعية:14.44 حصاناً/ طناً «معدل القوة للوزن»
- ضغط الدبابة على الأرض «الضغط النوعي»:0.81 كجم/سم2
- طول الدبابة، والمدفع إلى الأمام:9 م
- طول الدبابة، والمدفع إلى الخلف:8.485 م
- طول الدبابة:6.04 م
- ارتفاع الدبابة:2.4 م
- ارتفاع الدبابة، مع الرشاش المضاد للطائرات:2.75 م
- ارتفاع الرشاش المضاد للطائرات:1.75 م
- ارتفاع بطن الدبابة عن الأرض:0.425 م
- عرض الجنزير:0.580 م
- طول الجزء من الجنزير الملامس الأرض: 3.84 م
- عرض الدبابة:3.27 م
- أقصى سرعة: 50 كم / ساعة
- أقصى مدى على الطرق، من دون استخدام خزانات وقود إضافية:510 كم
- أقصى مدى على الطرق، مع استخدام خزانات وقود إضافية:720 كم
- السعة الكلية لخزانات الوقود:812 لتراً
- اجتياز حاجز رأسي، ارتفاعه: 0.8 م
- صعود مرتفع، زاوية ميله: 60 %
- اجتياز مانع مائي، من دون تجهيزات، لا يزيد عمقه على: 1.4 م
- اجتياز مانع مائي، مع التجهيزات، لا يزيد عمقه على:5 م
- عبور خندق حاد الحافة، عرضه 2.7 م

### التسليح
- مدفع رئيسي: عيار 100 مم، ذو سبطانة محلزنة.
- رشاش متحد المحور بالمدفع الرئيسي: عيار 7.62 مم.
- رشاش مساعد: عيار 7.62 مم.
- رشاش مضاد للطائرات: عيار 12,7 مم.
- أقصى زاوية ارتفاع للمدفع الرئيسي: + 17 درجة.
- أقصى زاوية انخفاض للمدفع الرئيسي: 4 درجات.
- معدل رماية المدفع الرئيسي: 5-6 قذائف في الدقيقة.
- أقصى معدل لدوران المدفع في الاتجاه الأفقي: 360 درجة، خلال 21 ثانية.
- الذخيرة:
  - 34 قذيفة من عيار 100 مم.
  - 3 آلاف طلقة من عيار 7.62 مم.
  - 500 طلقة من عيار 12.7 مم
- جهاز الرماية: جهاز مبسط، مزوَّد بمقدر مسافة بصري، للرمي المباشر
- جهاز توازن المدفع: المدفع غير مزوَّد بجهاز توازن، يمكِّنه من الرماية، أثناء الحركة.
- أجهزة التسديد والرؤية الليلية:  زُوِّدت الدبابة بجهاز، يعمل بالأشعة تحت الحمراء، لمسافة 800 م، للسائق.

### الحركة والمناورة
- المحرك: محرك ديزل، موديل V-54، ذو 12 سلندر، يبرد بالماء، قوّته 520 حصاناً، بسرعة ألفي دورة، في الدقيقة.
- أجهزة نقل الحركة: يدوية، ذات خمس سرعات أمامية، وسرعة واحدة خلفية.
- النظام الكهربائي: 28 فولتاً.
- البطاريات: 4 بطاريات، جهد كل منها 12 فولتاً؛ والسعة الكلية 280 أمبير/ ساعة.

### القدرة على البقاء
- التدريع: يختلف سمك التدريع باختلاف أجزاء الدبابة، كالآتي: 
  - التدريع الأمامي العلوي:97 مم، على زاوية 58 درجة.
  - التدريع الأمامي السفلي: 99 مم، على زاوية 55 درجة.
  - التدريع الجانبي العلوي: 79 مم.
  - التدريع الجانبي السفلي:20 مم.
  - التدريع الخلفي العلوي: 46 مم.
  - التدريع الخلفي السفلي: 46 مم.
  - التدريع العلوي: 33 مم.
  - التدريع الأمامي السفلي:20 مم.
  - التدريع الخلفي السفلي:20 مم.
  - تدريع البرج، من الأمام:203 مم.
  - تدريع البرج، من الأجناب:150 مم.
  - تدريع البرج، من الخلف:64 مم.
  - سقف البرج: 39 مم، على زاوية 79 درجة.
- الإخفاء أثناء التحرك: زُوِّدَت الدبابة بتجهيزات خارجية لقواذف الدخان، في أحد أجنابها، تنفث ستارة دخانية، لإخفاء التحركات، وللمناورة.
- من أسلحة التدمير الشامل:  زُوِّدَت النماذج الحديثة من هذه الدبابة، بجهاز وقاية من أسلحة التدمير الشامل، النووية والبيولوجية والكيماوية.

### التجهيزات الإضافية
- أجهزة إحكام القفل، للغطس، تمكنها من الغوص حتى عمق 5.486 م، بالاستعانة بأنبوب التنفس.
- يمكن إضافة خزانات وقود إضافية، في مؤخرة الدبابة، لزيادة مدى عملها.
- دائرة إطفاء ذاتي، لمواجهة الحريق.
- زُوِّدَت الدبابات الكاسحة للألغام، بأجهزة مطوَّرة، لتفجير الألغام.
- أجهزة حفْر، لمساعدة طاقم الدبابة على إخفائها.
- زُوِّدَت الدبابات، من نوع M TU-54 بجسر، طوله 12.3م؛ والنوع M-1967، يحمل جسراً تنطوي أطرافه، عندما تتحرك المركبة، ويغطي خندقاً، عرضه 20م.

## مصدر
- موسوعة مقاتل